# 絵文字の国のジーン
『絵文字の国のジーン』（えもじのくにのジーン、The Emoji Movie）は、2017年のアメリカ合衆国の3Dコンピュータアニメーション映画。監督はトニー・レオンディス、声の出演はT・J・ミラーとジェームズ・コーデンなど。Emoji（絵文字）を主人公とした冒険映画である。
第38回ゴールデンラズベリー賞において、最低作品賞・最低監督賞・最低脚本賞・最低スクリーンコンボ賞の4部門を受賞した。

## 声の出演
（）は日本語吹き替え
- ジーン：T・J・ミラー （櫻井孝宏）
- ハイタッチ：ジェームズ・コーデン（杉田智和）
- ジェイル・ブレイク：アンナ・ファリス（清水はる香）
- スマイラー：マーヤ・ルドルフ（愛河里花子）
- メル（ジーンのパパ）：スティーブン・ライト（中田譲治）
- うんちパパ：パトリック・スチュワート（子安武人）
- メアリー（ジーンのママ）：ジェニファー・クーリッジ（れいみ）
- 青かばん/メガネ顔：（遊佐浩二）
- 悪魔/ロケット：ショーン・ヘイズ（三木眞一郎）
- アレックス：（岩城泰司）

## 日本語版制作スタッフ
- 演出：鶴岡陽太
- 翻訳：瀬尾友子
- 調整：黒崎裕樹
- 制作：グロービジョン